# Bernie Leadon
Bernie Leadon (19 de julio de 1947) es un cantante, músico y compositor estadounidense, miembro fundador de los Eagles, por los que fue incluido en el Salón de la Fama del Rock and Roll en 1998. 
Antes de los Eagles, fue miembro de tres bandas de country rock: Hearts & Flowers, Dillard & Clark y The Flying Burrito Brothers Es un multiinstrumentista (guitarra, banjo, mandolina, steel guitar, dobro) que procede del bluegrass. Introdujo elementos de esta música al público general durante su estancia en los Eagles.

## Primeros años y comienzos musicales
En San Diego, California, Leadon conoció a sus compañeros Ed Douglas y Larry Murray, del grupo local de bluegrass Scottsville Squirrel Barkers. Los Barkers resultaron ser un caldo de cultivo para los futuros talentos del country rock californiano, incluido el tímido mandolinista de 18 años Chris Hillman, con quien Leadon mantuvo una amistad de por vida. Los Squirrel Barkers, complementados por el intérprete de banjo (y futuro Flying Burrito Brother) Kenny Wertz, acabaron pidiendo a Leadon que se uniera al grupo cuando Wertz se alistó en las Fuerzas Aéreas en 1963.
Más tarde conoció al futuro guitarrista principal de los Eagles, Don Felder, cuya banda, los Continentals, acababa de perder al guitarrista Stephen Stills.
Una llamada del ex-Squirrel Barker Larry Murray en 1967 para unirse a su incipiente grupo de country-folk psicodélico Hearts & Flowers llevó a Leadon a California, donde se involucró en la floreciente escena folk/country rock de Los Ángeles. Leadon grabó un álbum con la banda, su segundo lanzamiento, Of Horses, Kids, and Forgotten Women, para Capitol Records. El disco fue un éxito local, pero no logró hacerse un hueco en las listas nacionales de álbumes. Desanimado, el grupo se disolvió al año siguiente.

### Dillard & Clark
A finales de 1968, Leadon se hizo amigo de la leyenda del bluegrass/banjo Doug Dillard, último miembro de los Dillards. Durante su estancia con Dillard, las sesiones informales de improvisación con el prolífico compositor y exmiembro de The Byrds Gene Clark empezaron a tomar forma, y se transformaron en lo que finalmente se convirtió en Dillard & Clark, una banda seminal de country-rock que sentó las bases del sonido country-rock que dominó la escena musical de Los Ángeles durante la siguiente década. En 1968, el grupo grabó su clásico y muy influyente LP, The Fantastic Expedition of Dillard & Clark. El álbum presentaba los cálidos y distintivos coros de Leadon y un impresionante trabajo multiinstrumental. Entre los aspectos más destacados del álbum se encuentran varias composiciones escritas conjuntamente con Clark, sobre todo la futura canción básica de los Eagles (y una especie de canción característica de Leadon) de su álbum de debut, "Train Leaves Here This Morning".

### The Flying Burrito Brothers
Leadon abandonó Dillard & Clark en 1969, y finalmente se reencontró con el ex-Squirrel Barker (y ex-Byrd) Chris Hillman, quien le pidió que se uniera a los Flying Burrito Brothers, una incipiente banda de country-rock que Hillman había formado un año antes con su compañero ex-Byrd Gram Parsons. Leadon grabó dos álbumes con el grupo: Burrito Deluxe y el LP posterior a Parsons, The Flying Burrito Bros. Tras la publicación de este último álbum en 1971, Leadon se cansó de la falta de éxito comercial de la banda y decidió dejarla para buscar una oportunidad de tocar con tres músicos con los que había trabajado mientras estaba pluriempleado en la banda de acompañamiento de Linda Ronstadt ese verano. El proyecto resultante, los Eagles, encontró el éxito que tanto ansiaba.

## Eagles
Leadon fue el último miembro original que se unió a los Eagles, una banda formada inicialmente por el guitarrista/cantante Glenn Frey, el batería/cantante Don Henley y el ex bajista/cantante de Poco Randy Meisner. A menudo se atribuye a Leadon el mérito de haber contribuido a dar forma al primer sonido country-rock de la banda, aportando al grupo su fuerte sentido de la armonía, así como su sensibilidad country, bluegrass y acústica. Los instrumentos que tocó durante su estancia en la banda fueron la guitarra eléctrica, el B-Bender, la guitarra acústica, el banjo, la mandolina, el dobro y la guitarra de acero de pedal.
Tras el lanzamiento de su álbum de debut, Eagles, el grupo obtuvo un éxito casi instantáneo, debido en gran parte a la fuerza de sus exitosos sencillos "Take It Easy", "Peaceful Easy Feeling" y "Witchy Woman" (coescrito por Leadon y Henley), que ponían de manifiesto el talento multiinstrumental de Leadon con la guitarra eléctrica, el B-Bender, el banjo y las voces armónicas. Su continuación, Desperado, fue otra sólida aventura de country-rock, destacada por los clásicos "Tequila Sunrise" y el tema principal. Leadon tuvo un papel destacado en el álbum, pero las críticas fueron sorprendentemente tibias y las ventas escasas. Como resultado, la banda intentó distanciarse de la etiqueta "country rock" para su tercer álbum On the Border. Para ello, Leadon animó al grupo a reclutar a su viejo amigo, el guitarrista Don Felder, para la banda. El resultado fue el éxito "Already Gone", un tema con mucha guitarra que alcanzó el top 40. El álbum también incluía "My Man", el conmovedor homenaje de Leadon a su antiguo compañero de banda y amigo Gram Parsons, que había muerto de sobredosis el año anterior en el Monumento Nacional Joshua Tree, en el sureste de California.
Con el gran éxito de On the Border y su siguiente éxito, One of These Nights, la tensión dentro de la banda creció, con algunas fuentes diciendo que Leadon se frustró cada vez más por la dirección de la banda lejos de su amado country y bluegrass y hacia el rock de estadio orientado a los álbumes. Es famoso por haber abandonado la banda en 1975 vertiendo una cerveza sobre la cabeza de Glenn Frey. Más tarde, alegó la necesidad de recuperar la salud y romper el círculo vicioso de las giras, las grabaciones y el consumo de drogas que se extendía por toda la banda.
Tras la marcha de Leadon, Asylum Records publicó Their Greatest Hits (1971-1975), que destacó los años de Leadon en la banda y se convirtió en el álbum más vendido de la historia de Estados Unidos, con unas ventas superiores a los 38 millones de unidades. Fue sustituido por el antiguo guitarrista y cantante de James Gang, Joe Walsh.
Aunque durante mucho tiempo se ha al creído que se marchó porque no estaba satisfecho con que la banda se adentrara en el rock and roll, Leadon lo niega y dijo en 2013: "Eso es una simplificación excesiva; implica que yo no tenía ningún interés en el rock o en el blues ni en nada que no fuera el country rock. Eso no es así. No solo toqué una Fender Telecaster. Tocaba una Gibson Les Paul y me gustaba el rock & roll. Eso es evidente en los primeros álbumes".

## Carrera posterior
Al dejar los Eagles, Leadon se retiró de la escena, para reaparecer en 1977 con su amigo músico Michael Georgiades en el álbum Natural Progressions (acreditado como The Bernie Leadon-Michael Georgiades Band), con Leadon y Georgiades en las guitarras y alternando las voces principales, junto con Bryan Garofalo en el bajo, Dave Kemper en la batería y Steve Goldstein en el teclado.
En 1985, grabó un álbum de bluegrass y gospel bajo el nombre de Ever Call Ready, con Chris Hillman y Al Perkins. También formó parte de la Nitty Gritty Dirt Band a finales de los 80.
En 1993, se convirtió en miembro de Run C&W, un grupo novelesco que cantaba éxitos de la Motown "al estilo bluegrass", y grabó dos álbumes para MCA Records.
En 1998, Leadon se reunió con los Eagles en la ciudad de Nueva York para la entrada de la banda en el Salón de la Fama del Rock and Roll. Los siete miembros actuales y anteriores de los Eagles actuaron juntos en "Take It Easy" y "Hotel California".
En 2004, publicó su segundo trabajo en solitario en 27 años (y el primero con su nombre), Mirror.
Leadon estuvo de gira con The Eagles desde 2013 hasta 2015 durante su History of the Eagles Tour En 2015, Leadon apareció en el tercer álbum en solitario del productor Ethan Johns, Silver Liner.
En febrero de 2016, Leadon apareció en la ceremonia de los premios Grammy con Jackson Browne y los actuales miembros supervivientes de los Eagles -Don Henley, Joe Walsh y Timothy B. Schmit- interpretando "Take it Easy", en homenaje a Glenn Frey, fallecido un mes antes.

## Vida personal
Su hermano es el músico Tom Leadon, que tocó en la banda Mudcrutch, que inició la carrera de Tom Petty.
Durante unos años, a mediados de la década de 1970, Leadon vivió en Topanga Canyon, un enclave bohemio conocido por sus residentes músicos. La casa de Leadon, más el estudio de grabación, había sido propiedad del cantautor Neil Young, y era lugar de frecuentes fiestas. Leadon vivía con Patti Davis, la hija de espíritu libre del gobernador conservador de California Ronald Reagan, que en ese momento hacía campaña para la presidencia y se distanciaba de su hija porque Leadon y ella no estaban casados pero vivían juntos. Leadon y Davis coescribieron la canción "I Wish You Peace", que Leadon insistió en que los Eagles incluyeran en el álbum One of These Nights, en contra de los deseos de sus compañeros de banda.
Actualmente reside en Nashville, Tennessee, donde es músico de sesión y productor.